# 路虎神行者
路虎神行者是路虎旗下的小型越野车，于1997年首度推出，迄今有约二十年历史，在1997至2014年间共推出过两代，其中第一代于1997－2006年之间生产，提供五门和三门两种车型可选。第二代在2007-2015年间，于北美和中东市场以LR2的名字出售，在欧洲市场则使用神行者2（Freelander 2） 的名称。
第一代神行者是路虎半个世纪以来首款采用整体承载式构架的车型 。第二代（自2006年起）首度摒弃了两门款车型，亦是有史以来首款有两轮驱动可选的路虎车型。
停产逾五年后，2011年揽胜极光成为两门版神行者的继任车型，2015年，发现运动版则成为五门版神行者的接替者。 

## 第一代（L314； 1997–2006）

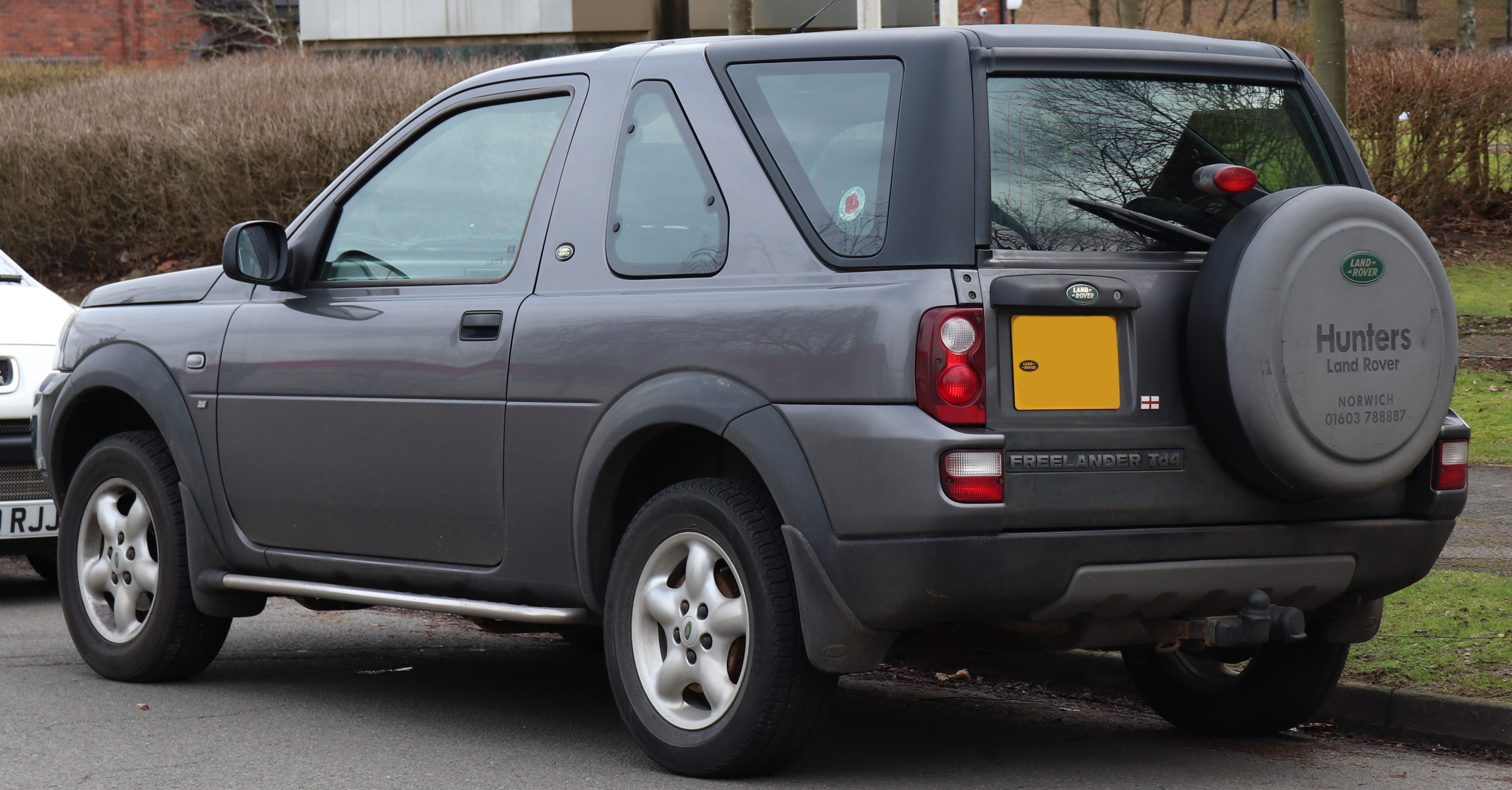
路虎神行者三门版，改款后

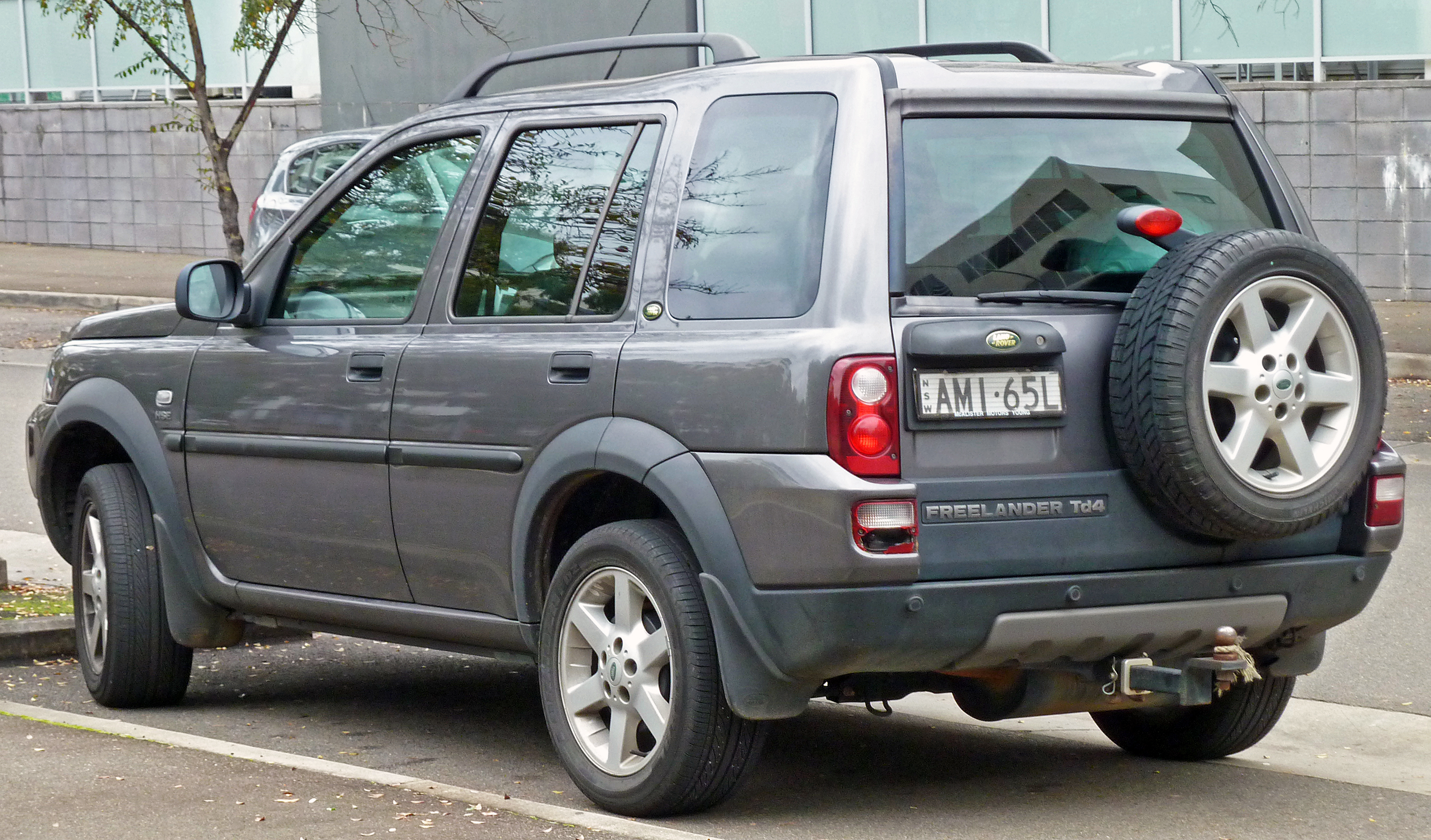
路虎神行者五门版，改款后

### 发展
1988年，罗孚集团被英国航空航天公司收购，收购集中了罗孚和路虎的资产和资源，同时，也促进了紧凑型路虎车型（即神行者）的实现。 
在路虎董事会批准Pathfinder车型项目时，这款紧凑型运动型休旅车的研发代号为CB40。 

### 提升
引人注目的是，新的紧凑型路虎与前一年停产的初代揽胜几乎一样长，轴距相对前者甚至长了约一英寸（2.5 厘米）。 

### 生产
在宝马接手罗孚集团后，随即投资扩建了路虎在索利哈尔的工厂，80年代初被封存的路虎SD1生产线得以重启，以用于生产新的神行者。 

### 销售情况
路虎神行者一代(Mk1 Land Rover Freelander)一炮而红，连续五年执欧洲市场四驱车型销售之牛耳，在其9年的生命周期中销售了超过54万辆。 2016年第二代停产后，该车型被列入路虎”传承车型“。 

### 型号变化

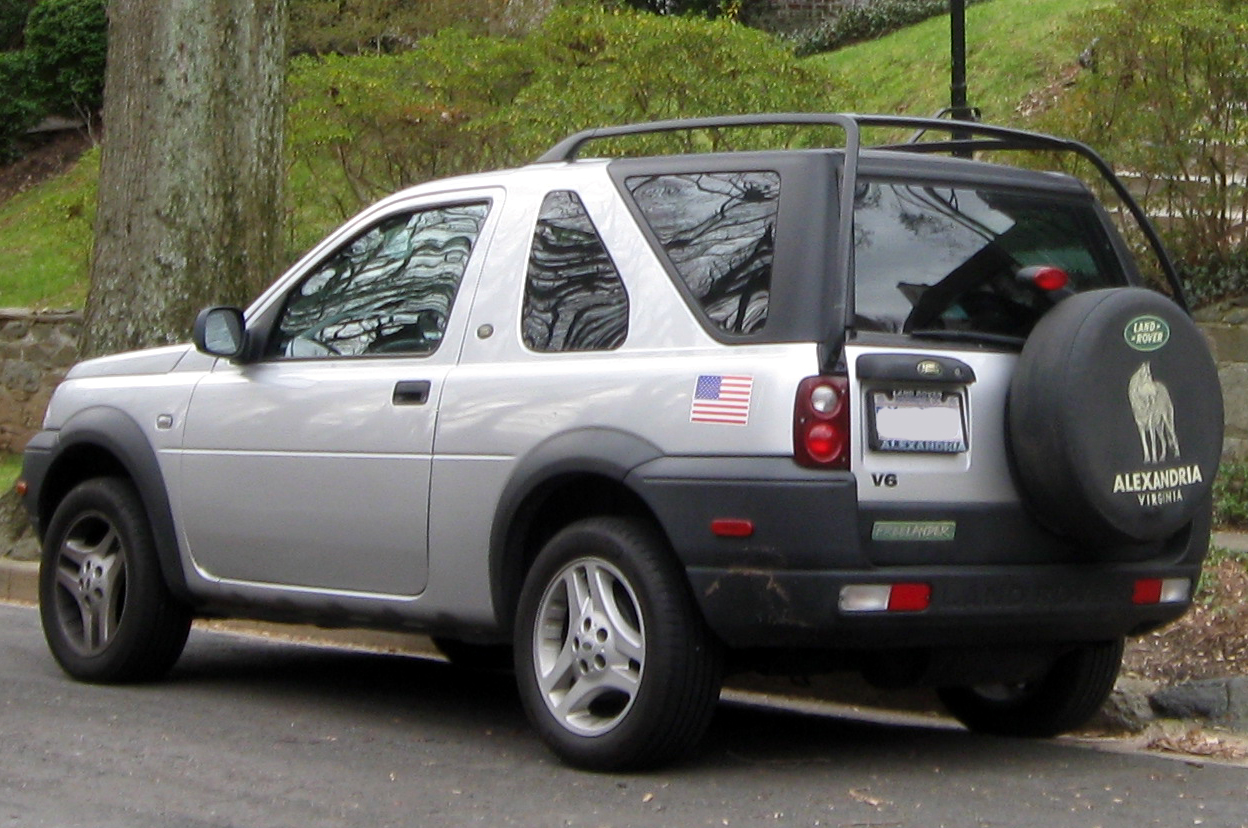
陆虎神行者3门，改款前

第一代神行者提供以下多种车身样式可选，五门旅行车、三门软顶、三门硬顶和商用型号。 2004年，第一代改款车型发布；与改款前相比，变化主要集中在前脸和内饰设计。
配置方面，三门车型有E，S，ES，Sport和Sport Premium可选；五门车型则有E，S，ES，HSE，Sport和Sport Premium可选。

### 引擎
发动机选择包括：
- 1.8升I4 Rover K系列汽油（1997–2006年），标记为“ 1.8i”，“ Xi”或“ XEi”（在北美不销售）
- 2.0升I4 Rover L系列柴油发动机（1997–2000），标记为“ Di”，“ XDi”或“ XEDi”
- 2.0升I4 BMW M47柴油（2001–2006），标记为“ Td4”
- 2.5升V6 Rover KV6发动机汽油（2001–2006年），标记为“ V6”

手动变速箱在早期型号中比较多见，但自动Tiptronic式变速箱（Jatco JF506E）越来越多的配置在新车上。所有V6车型都配置了自动变速箱。 

### 市场营销
第一代神行者定位于豪华紧凑型SUV ，销售期间作为赛车出场了1998年骆驼杯和G4挑战赛。该车型没有设置低速四驱挡位，也未有配备锁止差速器，因此相较其他硬派越野车不那么专业，越野性能也不如前者。尽管如此，第一代神行者越野性能仍远胜同期本田CRV或丰田RAV4等竞品车型。

## 神行者2（L359; 2006–2014）
第二代神行者，底盘代号L359。于2006年英国国际汽车展上首度公开，在欧洲市场仍使用神行者的名称，但在北美和中东则冠以LR2之名出售-暗示将来推出LR3的可能性。发布会肯辛顿屋顶花园举行，期间邀请了网球明星莎拉波娃助阵。  第二代神行者已于2014年底停产。 

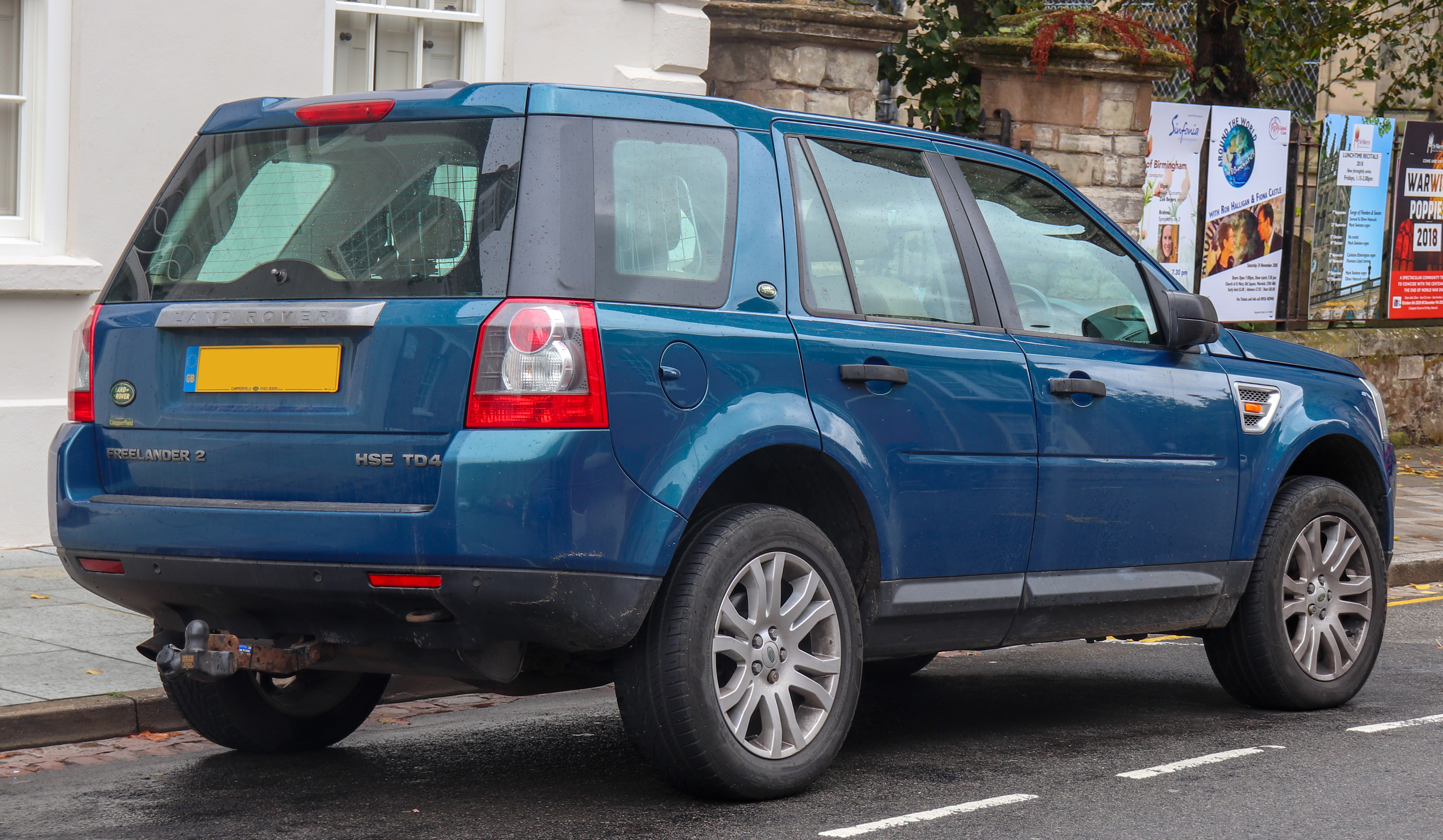
改款前的陆虎神行者2 HSE TD4

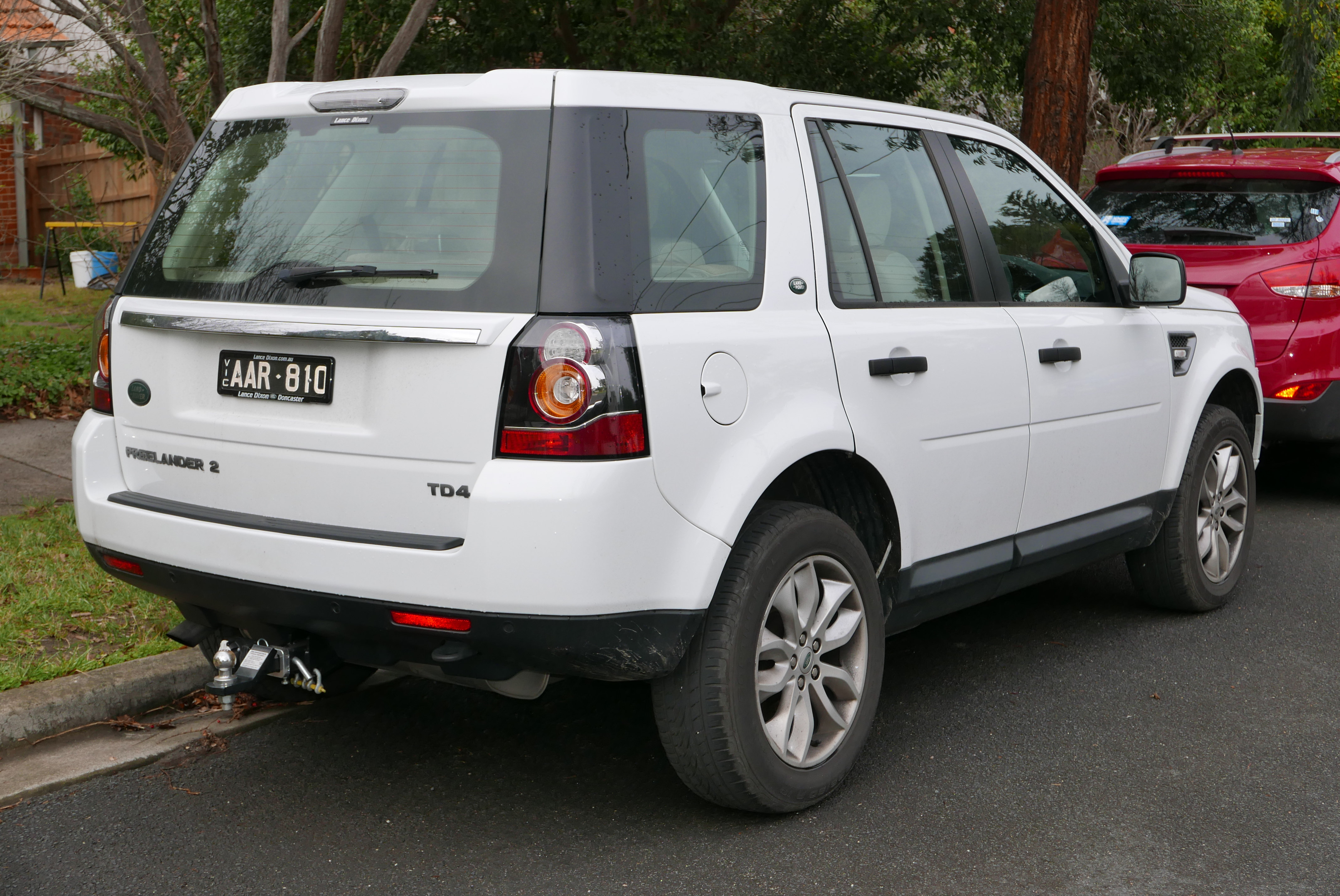
改款后的陆虎神行者TD4

第二代神行者基于福特EUCD平台开发，而后者本身亦是福特C1平台的衍生品。对于神行者系列而言，EUCD平台的发动机是全新的，其中包括福特SI6系列的横置式3.2升直列六缸发动机（首次运用于沃尔沃S80）以及2.2升DW12共轨涡轮柴油发动机，由福特和PSA标致雪铁龙共同开发。
值得注意的是，第二代神行者在利物浦附近的哈勒伍德车身装配厂生产，而不是以往的索利哈尔工厂，2009年开始与捷豹X-Type共线生产–两者共用福特的前驱平台。新一代神行者具有更高的离地间隙和越野能力，一如其他路虎车型。 

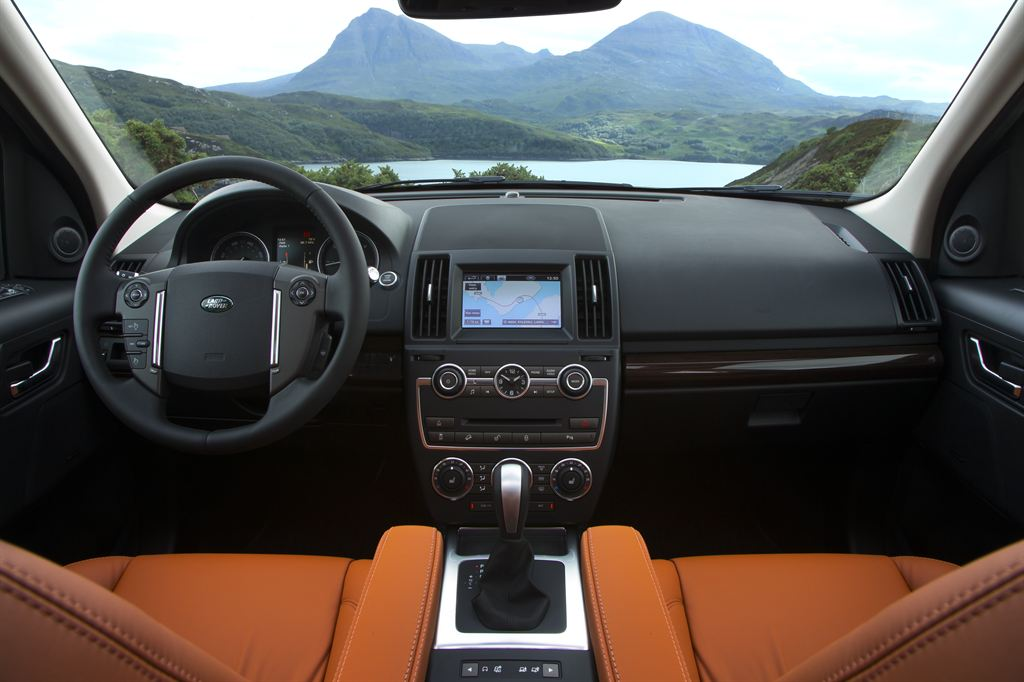
内饰

第二代神行者大幅提升其内饰品质，同时标配更多安全配置。 神行者2配备了与发现3(Discovery 3)和揽胜(Range Rover)相同的Terrain Response越野驾驶系统。 其中采用了与Haldex公司共同研发的第四代四驱系统。
内饰方面则提供Alpine 440瓦14扬声器音频系统和7英寸触摸屏可选，而年代较新近的车型可选装Meridian音响系统，包含了825瓦的17扬声器系统，采用Trifield环绕声技术。
Meridian音响系统还配备了低音炮和Audyssey MultEQ音频调谐系统。5英寸彩色中控显示屏在入门型号上，也是标配的。可选的气候套装包括加热前挡风玻璃，前排座椅加热以及挡风玻璃垫圈加热。可选的照明套件包括双氙气大灯，自适应前灯，驾驶员座椅记忆以及外后视镜，进近和水坑灯。

### 神行者2 TD4_e
神行者TD4_e配备有自动启停技术（stop-start）以提高其燃油经济性，减少碳排放。在车辆静止，挂空挡且离合器已接合时，系统会熄火发动机并待命；离合器踏板被踩下后，发动机将重新启动。 
该系统包括一个重型启动电动机，该电动机在再生制动时也充当发电机以回收能量，以备下一次发动机重启，配备自动启停的神行者2 TD4车型已于2009年春季在上上市。

## 全球销售
总销售额从2009年开始统计。
| 年份   | 销量    |
| ------ | ------- |
| 2009年 | 37,909  |
| 2010年 | 54,833  |
| 2011年 | 51,954  |
| 2012年 | 48,332  |
| 2013年 | 57,691  |
| 2014年 | 56,622  |
| 2015年 | 3,278   |
| 总计   | 310,619 |